# Schellenberg (Familienname)
Schellenberg  ist ein Familienname, der vor allem im deutschsprachigen Raum vorkommt.

## Namensträger
- Adolf Schellenberg (1882–1954), deutscher Zoologe
- Aldo C. Schellenberg (* 1958), Schweizer Offizier
- Alfred Schellenberg (Architekt) (1850–1932), deutscher Architekt
- Alfred Schellenberg (Kunsthistoriker) (1888–1957), deutscher Kunsthistoriker und Genealoge
- Alfred Schellenberg (Agraringenieur) (1895–1978), Schweizer Agraringenieur
- Annemarie Schellenberg (1906–1995), deutsche Politikerin (SPD), MdA Berlin
- Annette Schellenberg-Lagler (* 1971), Schweizer Alttestamentlerin
- Anton Otto Schellenberg (1773–1857), deutscher evangelischer Pfarrer
- Arno Schellenberg (1903–1983), deutscher Opernsänger (Bariton)
- August Schellenberg (Verleger) (1814–1869), deutscher Buchhändler, Verleger und Herausgeber
- August Schellenberg (1936–2013), kanadischer Schauspieler
- Britta Schellenberg (* 1972), deutsche Politikwissenschaftlerin und Rechtsextremismusforscherin
- Carl Schellenberg (1898–1968), deutscher Kunsthistoriker, Volkskundler und Museologe
- Charlotte Schellenberg (1910–1989), deutsche Schauspielerin und Hörspielsprecherin
- Christina Schellenberg (* 1988), deutsche Fußballspielerin und -trainerin
- Cord Schellenberg (* 1968), deutscher Journalist
- David Schellenberg (* 1989), deutscher Theater- und Filmschauspieler, siehe David Schellenschmidt
- Elisabeth Schellenberg (1746–1814), Beiträgerin zur Märchensammlung der Brüder Grimm
- Emil Otto Schellenberg (1816–1873), deutscher evangelischer Pfarrer
- Ernst Schellenberg (Politiker) (1907–1984), deutscher Politiker (SPD), MdB
- Ernst Ludwig Schellenberg (1883–1964), deutscher Schriftsteller
- Ernst Viktor Schellenberg (1827–1896), deutscher Lehrer und Dichter
- Gerd Schellenberg (1949–2018), deutscher Fußballspieler
- Gustav Schellenberg (1882–1963), deutscher Botaniker und Verleger
- Hans von Schellenberg (1552–1609), deutscher Gutsbesitzer und Gelehrter
- Hans Schellenberg (Unternehmer) (1899–1977), Schweizer Lebensmittelchemiker und Unternehmer
- Hans Conrad Schellenberg (1872–1923), Schweizer Agrarwissenschaftler
- Heinrich Schellenberg (Politiker) (1810–1876), deutscher Pfarrer und Politiker, MdL Nassau
- Heinrich Schellenberg (Weinbautechniker) (1868–1967), Schweizer Weinbautechniker
- Jacob Ludwig Schellenberg, deutscher evangelischer Geistlicher und Pädagoge
- Johann Schellenberg (Bildhauer), deutscher Bildhauer
- Johann Karl Schellenberg (1817–1893), deutscher Jurist und Mitglied des Nassauischen Kommunallandtags
- Johann Rudolf Schellenberg (1740–1806), Schweizer Künstler, Botaniker und Entomologe
- Johann Ulrich Schellenberg (1709–1795), Schweizer Maler
- John L. Schellenberg (* 1959), kanadischer Philosoph mit Schwerpunkt Religionsphilosophie
- Karl Schellenberg (1775–1859), deutscher Pfarrer und Rektor
- Karl Adolph Gottlob Schellenberg (1764–1835), deutscher Geistlicher, Philologe und Pädagoge
- Keith Schellenberg (1929–2019), britischer Rennrodler
- Kurt Schellenberg (1890–1978), deutscher Mathematiker und Bibliothekar
- Louis Schellenberg (1852–1920), deutscher Verleger
- Ludwig Schellenberg (1772–1834), deutscher Buchhändler, Buchdrucker und Verleger
- Maren Schellenberg (* 1962), deutsche Rechtsanwältin und Politikerin (Bündnis 90/Die Grünen)
- Matthias Schellenberg (* 1967), deutscher Kameramann
- Max Schellenberg (1927–2000), ein Schweizer Radrennfahrer
- Oskar Schellenberg (1840–1895), deutscher evangelischer Pfarrer
- Otmar Schellenberg (1857–1903), badischer Oberamtmann
- Peter Schellenberg (1940–2021), Schweizer Journalist
- Reinhard Schellenberg (1814–1890), evangelischer Theologe und Mitglied des badischen Oberkirchenrates
- Samuel Schellenberg (* 2001), deutscher Volleyballspieler
- Susanna Schellenberg (* 1974), Philosophin
- Sven Schellenberg (* 1967), deutscher Politiker (BD, BiW)
- Theodore R. Schellenberg (1903–1970), US-amerikanischer Archivwissenschaftler
- Tobias Schellenberg (* 1978), deutscher Wasserspringer
- Turi Schellenberg (* 1940), Schweizer Zeichner und Kontrabassist
- Ulrich Schellenberg (* 1960), deutscher Jurist
- Walter Schellenberg (Ökonom) (1907–1991), deutscher Ökonom
- Walter Schellenberg (SS-Mitglied) (1910–1952), deutscher Polizeioffizier und SS-Brigadeführer
- Walter Schellenberg (Fußballspieler) (* 1923), deutscher Fußballspieler
- Wilhelm Schellenberg (Generalmajor) (1819–1879), badischer, später preußischer Generalmajor und Kommandant der Festung Rastatt
- Wilhelm Schellenberg (Politiker) (1898–1978), Bürgermeister von 1936 bis 1945 und von 1957 bis 1965 der Stadt Weil am Rhein
- Wilhelm Schellenberg (Germanist) (* 1944), deutscher Sprachwissenschafter und Hochschullehrer